# Challenger de San Benedetto 2022
El torneo San Benedetto Tennis Cup 2022 fue un torneo de tenis perteneció al ATP Challenger Tour 2022 en la categoría Challenger 80. Se trató de la 16.ª edición, el torneo tuvo lugar en la ciudad de San Benedetto (Italia), desde el 25 de julio hasta el 31 de julio de 2022 sobre pista de tierra batida al aire libre.

## Jugadores participantes del cuadro de individuales
| Favorito | País                 | Jugador                      | Rank1 | Posición en el torneo |
| -------- | -------------------- | ---------------------------- | ----- | --------------------- |
| 1        | Bandera de Italia    | Andrea Pellegrino            | 174   | Cuartos de final      |
| 2        | Bandera de Italia    | Luciano Darderi              | 182   | Semifinales           |
| 3        | Bandera de Italia    | Francesco Passaro            | 187   | Segunda ronda         |
| 4        | Bandera de Argentina | Nicolás Kicker               | 188   | Primera ronda, retiro |
| 5        | Bandera de Argentina | Andrea Collarini             | 195   | Segunda ronda, retiro |
| 6        | Bandera de Italia    | Alessandro Giannessi         | 206   | Primera ronda         |
| 7        | Bandera de Argentina | Renzo Olivo                  | 208   | Semifinales           |
| 8        | Bandera de Brasil    | Matheus Pucinelli de Almeida | 219   | Segunda ronda         |

- 1 Se ha tomado en cuenta el ranking del 18 de julio de 2022.

### Otros participantes
Los siguientes jugadores recibieron una invitación (wild card), por lo tanto ingresan directamente al cuadro principal (WC):
- Mattia Bellucci
- Gianmarco Ferrari
- Francesco Maestrelli

Los siguientes jugadores ingresan al cuadro principal tras disputar el cuadro clasificatorio (Q):
- Pedro Boscardin Dias
- Raúl Brancaccio
- João Domingues
- Giovanni Fonio
- Camilo Ugo Carabelli
- Michael Vrbenský

## Campeones

### Individual Masculino
- Raúl Brancaccio derrotó en la final a  Andrea Vavassori, 6–1, 6–1

### Dobles Masculino
- Vladyslav Manafov /  Oleg Prihodko derrotaron en la final a  Fábián Marozsán /  Lukáš Rosol, 4–6, 6–3, [12–10]